# عودة أطلنطس
عودة أطلنطس  (بالإنجليزية: Atlantis: Milo's Return)‏ صدر عام 2003، هو الفيلم العشرون من نوع الرسوم المتحركة لشركة ديزنى، هو تكملة فيلم الرسوم المتحركة أطلانتس: الإمبراطورية المفقودة الذي صدر عام 2001.
في الأصل، كانت ديزنى تصنع التكملة بعنوان قطع من الفوضى، ولكن تم التخلي عن ذلك مرة واحدة، الإمبراطورية المفقودة كان أقل نجاحا مما كان متوقعا. التكملة تتكون من ثلاثة رسوم متحركة قصيرة، كانت في الأصل مصنوعة لتكون ثلاثة حلقات من السلسلة التي لم تكتمل باسم فريق أطلانتس. تم صناعة بعض الرسوم المتحركة الإضافية لربط القصص بشكل أكبر.
كرى سمر (كيدا)، كورى برتون (مول )، دون نوفيللو (فينى )، فيل موريس ( د.سويت )، جاكلين أوبرادورس (أودرى)، جون ماهونى (ويتمور)، وفلورانس ستانلى ( ويلهلمينا)، كل هؤلاء يقومون بنفس أدوارهم في الفيلم الأول، وجيمس أرنولد تايلور بدلاً من مايكل فوكس في دور (ميلو) وستيف بار بدلا من جيم فارنى في دور (كوكي).
هذا هو الفيلم الأخير فلورانس ستانلى؛ حيث ماتت بعد انتهاء إنتاجه بعدة أشهر. عرض الفيلم بنسخة مدبلجة باللغة العربية الفصحى على تلفزيون ج بتاريخ 3 أكتوبر 2013.

## الأحداث
بعد التراجع في الثقافة الأطلانتية الذي جاء بعد الغرق، كيدا (كيدارداش) هي الملكة الآن، ومتزوجة من (ميلو تاتش )، وتستخدم قلب أطلانتس لإستعادة المجد السابق لمدينتها. فجأة، يصل رفاق ميلو والسيد ويتمور إلى اطلانتس؛ في حين وصولهم غير متوقع، يرحب الأطلانتى يون بأصدقائهم القدامى. لسوء الحظ قد جائو ليخبروهم عن قوى غامضة تسبب المتاعب على السطح. ثم يذهبون إلى النرويج فيكتشفون أنه في الواقع مخلوق يدعى كراكن، والذي كان يهاجم سفن الشحن البحرى ويأخذ حمولتهم إلى قرية الجرف. في البداية يعتقدون أنه حائط دفاعي اطلانتى قديم وقد اختل (مثل اللوياثان في الفيلم السابق )، لكنهم يكتشفون أن قاضي المدينة، إدجار فولجود، كان يسيطر على الكراكن، سريعاً يتلعمون (على الرغم من أن الكراكن هو سيد نفسه ) أن الكراكن قد عقد صفقة مع فولجود. عندما يفجرون الكراكن، يتحلل الرجل ويعيد روح القرية.
في نفس الوقت، تتعلم كيدا عن العالم الخارجى وتتكيف بشكل جيد. ومع ذلك لا تزال تشعر بالذنب، حيث أنه من الممكن أن يكون هناك آلات حربية اطلانتية أخرى في العالم تسبب مشاكل ,
مثل اللوياثان. لغزهم التالي في الجنوب الغربى من الولايات المتحدة، والتي تنطوى على أرواح قيوط تواجههم. في وقت لاحق يجدون مدينة خفية في أريزونا تحتوى على تمثال يمثل بشكل كبير الهندسة المعمارية الأطلانتية. للأسف ينتوى صاحب محل خبيث جدا (أشتون كارنابى) نهب الأشياء الثمينة في المكان، لكن تحوله الأرواح إلى واحد منهم. رجل أمريكي من السكان الأصليين ( والذي كان وسيلة للأرواح ) يثق فيهم بعلمه لملاذهم، ويخبر كيدا أنها قادرة على اختيار مصير أطلانتس.
بعد العودة إلى ديارهم، يكتشف المغامرون أن أحد منافسى ويتمور القدامى، إريك نارستورم، يعتبر نفسه الإله الإسكندنافى أودين، وسرق أحد ممتلكاته وهو رمح قديم يسمى الجوجنير، مفترضاً أنه قطعة أثرية أصلها اطلانتا. عندما يتم إلقاء القبض عليه في جبال أوروبا الشمالية المجمدة، يفترض أن كيدا هي ابنته الضائعة ويخطتفها. كانت نواياه هي إنهاء العالم في راكناروك، ويخلق وحشاً من الحمم ووحشاً من الجليد ليدمرا العالم، لكن المتفجرات التي وضعها فينى في المكان المناسب تلهى الوحوش لفترة كافية حتى تستطيع كيدا استرداد الرمح والقضاء على الوحوش. أثناء هذه المغامرات، تفهم كيدا بشكل كبير مدى قوى الكريستال الأطلنتى، وأنه يتحتم عليها إما إخفاؤه أو مشاركته مع البشرية كلها. بعد استرجاع الرمح، تدرك كيدا أن والدها كان مخطئاً حين أخفى هذا الكريستال عن البشرية. ثم تجمع بين الرمح وقلب الكريستال وترفع أطلانتس إلى السطح. يشعر صيادان بالصدمة حين يريان قارة بأكملها تظهر وترتفع أمامهم. في النهاية، نرى أطلانتس فوق الماء للمرة الأولى منذ أكثر من تسعة آلاف سنة. يروى السيد ويتمور ذلك منذ ذلك الحين، وكان العالم مكاناً أفضل.

## أسماء مؤدو اصوات الشخصيات
| اسم الشخصية           | اسم الشخصية بالإنجليزية        | مؤدي الصوت باللهجة المصرية | مؤدي الصوت الأصليّ (بالإنجليزيّة) |
| --------------------- | ------------------------------ | -------------------------- | ------------------------------- |
| ميلو                  | Milo                           | أحمد السقا                 | جيمس آرنولد تايلور              |
| كيدا                  | Kida                           | منى زكي                    | كري سومر                        |
| بـريـسـتـون ويـتـمـور | Preston B. Whitmore            | حمزة الشيمي                | جون ماهوني                      |
| دكتور سكر             | Doctor Joshua Strongbear Sweet | ضياء عبد الخالق            | فيل موريس                       |
| أودري                 | Audrey                         | علا رشدي                   | جاكلين أوبرادورس                |
| فــيــنــي            | Vincenzo "Vinny"               | ماجد الكدواني              | دون نوفيلو                      |
| مــدام بــكــار       | Wilhelmina Bertha Packard      | ثريا إبراهيم               | فلورنس ستانلي                   |
| كوكي                  | Jebidiah Allardyce "Cookie"    |                            | ستيف بار                        |
| موليير                | Gaëtan                         |                            | كوري بورتون                     |
| أوبي                  | Mantell Obby                   |                            | فرانك ويلكر                     |
| فولجود                | Edgar Volgud                   |                            | كلانسي براون                    |
| أنجر                  | Inger Eliassen                 |                            | جين جلبين                       |
| جونار                 | Gunnar Seaman                  |                            | كاي رون لارسون                  |
| سيفين                 | Sven                           |                            | بيل فاجرباك                     |
| كارناباي              | Ashton Carnaby                 |                            | توماس ف. ويلسن                  |
| كاكاشي                | Chakashi                       |                            | فلويد ريد كراو ويسترمان         |
| سام ماكين             | Sam McKeane                    |                            | جيف بينيت                       |
| نارستروم              | Erik Hellstrom                 |                            | وليام مورغان شيبارد             |

### أصوات نسخةراكتي للإنتاج والتوزيع الفني(العربية الفصحى)
- عبدو حكيم - ميلو
- فؤاد شمص - كاشيكيم نيداخ
- رانيا مروة - كيدا
- علي سعد
- روزي اليازجي - باكارد
- جمانة الزنجي - أودري
- جمال حمدان
- فادي الرفاعي - كوكي، سويت
- علي فقيه - فيني
- عمر شماع - بريستون وايتمور
- شربل أيوب - مول

## وصلات خارجية
- عودة أطلنطس على موقع IMDb (الإنجليزية)
- عودة أطلنطس على موقع روتن توميتوز (الإنجليزية)
- عودة أطلنطس على موقع نتفليكس (الإنجليزية)
- عودة أطلنطس على موقع ألو سيني (الفرنسية)
- عودة أطلنطس على موقع Turner Classic Movies (الإنجليزية)
- عودة أطلنطس على موقع أول موفي (الإنجليزية)
- عودة أطلنطس على موقع فيلمافينيتي (الإسبانية)
- عودة أطلنطس على موقع قاعدة بيانات الأفلام السويدية (السويدية)
- عودة أطلنطس على موقع قاعدة بيانات الفيلم (الإنجليزية)
- عودة أطلنطس على موقع ليتربوكسد (الإنجليزية)